# Биота
Био́та (от др.-греч. βιοτή — жизнь) — исторически сложившаяся совокупность видов живых организмов, объединённых общей областью обитания (распространения), в настоящее время или в прошедшие геологические эпохи.

## Описание
В состав биоты входят как представители клеточных организмов (растения, животные, грибы, бактерии, протисты и пр.), так и бесклеточные организмы (например, вирусы).
Биота в геологии и палеонтологии — комплекс ископаемых организмов, населявших определённые районы или Землю в конкретный геологический период.
Биота является важной составной частью экосистем и биосферы. Биота активно участвует в биогеохимических процессах. Изучение биоты — предмет многих наук, в том числе биологии, экологии, гидробиологии, палеонтологии, биогеохимии и других.

## Термин
В отличие от биоценоза, биота может характеризоваться отсутствием прямых экологических связей между различными видами организмов.
Как правило, понятие «биота» употребляется по отношению к крупным территориальным категориям или основным средам жизни: биота суши, биота океана, биота Земли.
В англоязычной литературе иногда рассматривается как синоним термина «биом» (англ. Biota; Biome).
Биом — биота с её средой обитания (например: микробиота ЖКТ человека — видовое разнообразие наших внутренних симбионтов, а биом включает и саму систему ЖКТ).